# Forcipomyia oligarthra
Forcipomyia oligarthra är en tvåvingeart som beskrevs av Saunders 1957. Forcipomyia oligarthra ingår i släktet Forcipomyia och familjen svidknott. Inga underarter finns listade i Catalogue of Life.